# 夢のSL記念館
夢のSL記念館（ゆめのエスエルきねんかん）は、NHK BShiで、2007年5月3日にNHKホールから放送された「渋谷DEど～も'07」の中の鉄道番組である。

## 放送内容
- 1号館 - 日本を駆け抜けたSLたち～走行生中継から発掘映像まで～
- 2号館 - SLを体験しよう～運転実習と幻のC63～
- 3号館 - 視て聴いて作って楽しむSLの世界
- 4号館 - SLよ永遠に～動態保存・文化遺産として守るSL～

## 紹介されたSL
- 国鉄C10形蒸気機関車
- 国鉄C11形蒸気機関車
- 国鉄C12形蒸気機関車
- 国鉄C50形蒸気機関車
- 国鉄C51形蒸気機関車
- 国鉄C52形蒸気機関車
- 国鉄C58形蒸気機関車
- 国鉄C59形蒸気機関車
- 国鉄C53形蒸気機関車
- 国鉄C54形蒸気機関車
- 国鉄C55形蒸気機関車
- 国鉄C56形蒸気機関車
- 国鉄C57形蒸気機関車
- 国鉄C60形蒸気機関車
- 国鉄C61形蒸気機関車
- 国鉄C62形蒸気機関車
- 国鉄D50形蒸気機関車
- 国鉄D51形蒸気機関車
- 国鉄D52形蒸気機関車
- 国鉄D60形蒸気機関車
- 国鉄D61形蒸気機関車
- 国鉄D62形蒸気機関車
- 国鉄E10形蒸気機関車
- 国鉄B20形蒸気機関車
- 国鉄8620形蒸気機関車
- 国鉄9600形蒸気機関車
- ペナダレン号
- ロコモーション号
- ロケット号
- マラード号
- 佐賀藩機関車雛形
- 国鉄150形蒸気機関車
- 2号機関車（国鉄120形蒸気機関車）
- 義経号（国鉄7100形蒸気機関車）
- 明治村12号（国鉄160形蒸気機関車）
- 雨宮21号
- S-304（三笠鉄道記念館）
- ボールドウィン・ロコモティブ・ワークス
- パッフィンビリー鉄道（オーストラリア）
- 芭石軽鉄便鉄道（中国）
- パタゴニア鉄道（アルゼンチン）
- コグ鉄道（アメリカ）
- テキサス観光鉄道（アメリカ）

ほか

## 出演者
- 別井敬之
- 向谷実
- 中山エミリ
- ワッキー（ペナルティ）
- 半田健人
- 桜井せな

## 関連番組
- 本日開館!夢のSL記念館
- 永久保存版!夢のSL記念館